# Ordine della famiglia reale di George Tupou V
L´Ordine della famiglia reale di re George Tupou V era un ordine conferito come segno di stima personale ai membri femminili della famiglia reale di Tonga da parte di re George Tupou V.

## Storia
L'ordine è stato istituito nel 2008, nell'anno dell'ascesa al trono di re George Tupou V dopo la morte del padre re George Tupou IV. L'Ordine ha inaugurato anche a Tonga, sul modello del sistema di onorificenze in uso in alcune monarchie europee, la tradizione della fondazione di un ordine familiare reale per ricompensare essenzialmente le alte dame di corte di Tonga e i membri femminili della famiglia reale.

## Insegne
L'ordine si presenta come un ritratto di re George Tupou V in uniforme realizzato a smalti su avorio circondato da una cornice in argento e diamanti e sormontato dalla corona reale di Tonga in argento e smalti.
Il nastro è di seta verde acqua.

## Insignite notabili
- S.M. Nanasipau'u Tuku'aho, regina consorte di Tonga, moglie di re Tupou VI
- S.M. Halaevalu Mata'Aho 'Ahome'e, regina madre di Tonga, madre di re Tupou VI
- S.A.R. la principessa Salote Mafile'o Pilolevu Tuita, principessa reale di Tonga, sorella di re Tupou VI
- S.A.R. la principessa ʻAngelika Lātūfuipeka Halaʻevalu Mataʻaho Napuaʻokalani Tukuʻaho ipeka Tukuʻaho, principessa di Tonga, figlia di re Tupou VI

- S.A.R. la principessa Mele Siu'ilikutapu Tuku'aho, principessa di Tonga, Lady Kalaniuvalu-Fotofili, figlia primogenita del principe Sione Ngu e prima cugina di re Tupou VI
- S.A.R. la principessa 'Elisiva Fusipala Tauki'onetuku Tuku'aho, principessa di Tonga, Lady Vaha'i, figlia secondogenita del principe Sione Ngu e prima cugina di re Tupou VI
- S.A.R. la principessa Lavinia Mata-'o-Taone Tuku'aho, principessa di Tonga, Lady Ma'afu, figlia terzogenita del principe Sione Ngu e prima cugina di re Tupou VI
- S.A.R. la principessa Sinaitakala 'Ofeina-'e he-Langi Tuku'aho, principessa della Corona consorte di Tonga, Lady Fakafanua, figlia quartogenita del principe Sione Ngu e prima cugina di re Tupou VI, moglie del principe della corona Tupoutoʻa ʻUlukalala